# Paulo César da Costa Gomes
Paulo Cesar da Costa Gomes é um geógrafo humano Brasileiro da área de história do pensamento geográfico, de epistemologia e de geografia política.
Gomes é conhecido por reconstruir “a história do pensamento geográfico a partir dos polos epistemológicos da ciência moderna”. É também conhecido por mapear possibilidades de interação disciplinar para a geografia cultural. O seu livro Geografia e Modernidade de 1996 é uma crítica ao determinismo geográfico e pode ser como contribuição pós-moderna para o pensamento geográfico.

## Publicações
- Geografia e Modernidade. Rio de Janeiro: Bertrand Brasil, 1996. ISBN 8528605469
- Com Iná Elias de Castro e Roberto Lobato Corrêa (org.). Explorações geográficas. Rio de Janeiro: Bertrand Brasil, 1997. ISBN: 8528606260 (Sinópse)
- Dois capítulos em: Jean-François Staszak (org.). Les discours du Géographe. Histoire et epistemologie de la geographie. Paris: L'Harmattan, 1997. ISBN 978-2738451569
- A condição urbana. Rio de Janeiro: Bertrand Brasil, 2002. ISBN 85-286-0956-1 (Resenha por Angela Maria Endlich na revista Biblio 3w, da Universidade de Barcelona) (Resenha[ligação inativa] de Ana Cristina da Silva, In: Revista Formação da UNESP, v. 1, n. 16, p.117-119.)